# Sphodromantis trimacula
Sphodromantis trimacula es una especie de mantis de la familia Mantidae.

## Distribución geográfica
Se encuentra en Irak, Irán, Omán, Arabia Saudita y  Yemen.